# Anna Emma Haudal Nielsen
Anna Emma Haudal Nielsen er en dansk filminstruktør, der blandt andet står bag DR3-serien DoggyStyle, som hun har skrevet manuskript til og instrueret, og DR1-serien Generationer fra 2025.
Anna Emma Haudal er uddannet fra Den Danske Filmskole i 2015, og første sæson vandt i 2019 en Robert for bedste korte tv-serie for DoggyStyle. Serien fik yderligere en Robert for bedste kvindelige birolle i en tv-serie (Josephine Park), både for sæson 1 og 2.
Hun har instrueret Generationer (2025) i 6 dele.